# Dendrodoris karukeraensis
Dendrodoris karukeraensis is een slakkensoort uit de familie van de Dendrodorididae. De wetenschappelijke naam van de soort is voor het eerst geldig gepubliceerd in 2012 door Ortea, Espinosa, Caballer & Buske.